# Promozione Abruzzo 1971-1972
Nella stagione 1971-1972 la Promozione era il quinto livello del calcio italiano (il massimo livello regionale). Qui vi sono le statistiche relative al campionato in Abruzzo.
Il campionato è strutturato in vari gironi all'italiana su base regionale, gestiti dai Comitati Regionali di competenza. Promozioni alla categoria superiore e retrocessioni in quella inferiore non erano sempre omogenee; erano quantificate all'inizio del campionato dal Comitato Regionale secondo le direttive stabilite dalla Lega Nazionale Dilettanti, ma flessibili, in relazione al numero delle società retrocesse dal Campionato Interregionale e perciò, a seconda delle varie situazioni regionali, la fine del campionato poteva avere degli spareggi sia di promozione che di retrocessione.

## Girone unico

### Classifica finale
|  | Pos. | Squadra                                     | Pt | G  | V  | N  | P  | GF | GS | DR  |
|  | ---- | ------------------------------------------- | -- | -- | -- | -- | -- | -- | -- | --- |
|  | 1.   | A.S. Santegidiese, Sant'Egidio alla Vibrata | 44 | 30 | 18 | 8  | 4  | 55 | 24 | +31 |
|  | 2.   | S.P. Rosetana, Roseto degli Abruzzi         | 41 | 30 | 15 | 11 | 4  | 44 | 21 | +23 |
|  | 3.   | S.S.C. Silvi, Silvi Marina                  | 39 | 30 | 14 | 11 | 5  | 41 | 21 | +20 |
|  | 4.   | Pol. Forza e Coraggio, Avezzano             | 34 | 30 | 12 | 10 | 8  | 34 | 31 | +3  |
|  | 5.   | S.S. Tagliacozzo, Tagliacozzo               | 32 | 30 | 10 | 12 | 8  | 27 | 27 | 0   |
|  | 6.   | Pol. Ate Tixa, Atessa                       | 32 | 30 | 10 | 12 | 8  | 33 | 28 | +5  |
|  | 7.   | S.S. Fucense, Trasacco                      | 31 | 30 | 12 | 7  | 11 | 35 | 36 | -1  |
|  | 8.   | A.P. Montesilvano, Montesilvano             | 30 | 30 | 11 | 8  | 11 | 27 | 28 | -1  |
|  | 9.   | Pol. Sagittario Pratola, Pratola Peligna    | 29 | 30 | 10 | 9  | 11 | 31 | 36 | -5  |
|  | 10.  | A.S. Cliternum, Celano                      | 29 | 30 | 9  | 11 | 10 | 24 | 32 | -8  |
|  | 11.  | A.C. Avezzano, Avezzano                     | 28 | 30 | 9  | 10 | 11 | 25 | 27 | -2  |
|  | 12.  | G.S. Nino Mezzanotte, Pescara               | 26 | 30 | 4  | 14 | 10 | 32 | 39 | -7  |
|  | 13.  | A.S. Montorio, Montorio al Vomano           | 25 | 30 | 8  | 9  | 13 | 28 | 37 | -9  |
|  | 14.  | S.P. Hatria, Atri                           | 24 | 30 | 8  | 8  | 14 | 21 | 30 | -9  |
|  | 15.  | A.S. Penne, Penne                           | 21 | 30 | 6  | 9  | 15 | 31 | 45 | -14 |
|  | 16.  | Birra Moretti, Popoli                       | 15 | 30 | 3  | 9  | 18 | 23 | 49 | -26 |

- Dalla fusione della Forza e Coraggio Avezzano con l'A.C. Avezzano viene formato nel 1972/73 il F.C. Avezzano.